# Europese kampioenschappen schaatsen afstanden 2018 - Massastart mannen
De massastart mannen op de Europese kampioenschappen schaatsen 2018 werd gereden op zondag 7 januari 2018 in het ijsstadion Kometa in Kolomna, Rusland.
Het was de eerste editie van de Europese kampioenschappen afstanden en daarmee ook de eerste editie van de massastart. Er deden vijftien mannen uit tien verschillende landen mee.
In de wedstrijd werd per ongeluk een ronde te veel gereden. De jury besloot het goud toe te kennen aan de Nederlander Jan Blokhuijsen die na zeventien ronden de eindsprint won en niet aan de Let Haralds Silovs, die na de officiële zestien ronden als eerste over de streep gekomen was.

## Uitslag
| Rang   | Naam                | Land | Ronden | Spr. 1 | Spr. 2 | Spr. 3 | Eindsprint | Punten | Tijd    |
| ------ | ------------------- | ---- | ------ | ------ | ------ | ------ | ---------- | ------ | ------- |
| Goud   | Jan Blokhuijsen     | NED  | 16     |        |        |        | 60         | 60     | 8.23,19 |
| Zilver | Andrea Giovannini   | ITA  | 16     |        |        | 1      | 40         | 41     | 8.23,28 |
| Brons  | Roeslan Zacharov    | RUS  | 16     |        |        |        | 20         | 20     | 8.23,37 |
| 4      | Simon Schouten      | NED  | 16     |        | 1      | 5      |            | 6      | 8.23,77 |
| 5      | Marcin Bachanek     | POL  | 16     |        | 5      |        |            | 5      | 8.36,18 |
| 6      | Mathias Vosté       | BEL  | 16     | 5      |        |        |            | 5      | 8.41,93 |
| 7      | Vital Michajlaw     | BLR  | 16     | 1      | 3      |        |            | 4      | 8.23,81 |
| 8      | Armin Hager         | AUT  | 16     |        |        | 3      |            | 3      | 8.24,23 |
| 9      | Konrad Niedźwiedzki | POL  | 16     | 3      |        |        |            | 3      | 8.26,80 |
| 10     | Danila Semerikov    | RUS  | 16     |        |        |        |            | 0      | 8.23,47 |
| 11     | Haralds Silovs      | LAT  | 16     |        |        |        |            | 0      | 8.23,67 |
| 12     | Runar Njåtun Krøyer | NOR  | 16     |        |        |        |            | 0      | 8.23,79 |
| 13     | Linus Heidegger     | AUT  | 16     |        |        |        |            | 0      | 8.24,32 |
| 14     | Riccardo Bugari     | ITA  | 16     |        |        |        |            | 0      | 8.55,91 |
| 15     | Oliver Grob         | SUI  | 12     |        |        |        |            | 0      | 6.50,59 |